# Mamerico
Mamerico（マメリコ）は、日本のバンドである。ジャズ、ボサノヴァ、ワールドミュージックというジャンルで括られることがある。

オンラインで大きな成功を収めた結果、何百万もの音楽ストリームが生まれる。

## 概要・略歴
2008年に結成。コンセプトは「ユルユル」をキーワードな感じのバンド。ただしジャズ、ブラジル音楽。
2011年、Scholeから初めてのアルバム『minuscule』【小文字・小さなもの】をCDでリリース。
2013年、Scholeからのコンピレーション『Joy - Schole Compilation Vol.3』に新曲の『beginning』をCDでリリース。
2019年、『シャンリラ シャンルラ』という曲、あしやティアフル映画祭に新曲がテーマ・ソングである。
全作品は、北欧スウェーデン人ヨハン・クリスター・シュッツをプロデューサーとして迎えSCHOLEよりリリース。

## メンバー
- Maya（まや）

ボーカル、作曲を担当。関西地方出身。
- Kazuma Yano（かずま やの ）

作詞を担当。関西地方出身。

### プロデューサー
- Johan Christher Schütz（ヨハン・クリスター・シュッツ）

ギター、ピアノ、パーカッション担当。

## ディスコグラフィー

### アルバム
- Minuscule（2011年、Schole）[12]

### コンピレーション・アルバム
- Joy - Schole Compilation Vol.3（2013年、Schole）[13][14]
- Schole Collection II（2017年、Schole）[15]